# 袁滨渤
袁滨渤（1967年—），天津大港人，中华人民共和国教师、政治人物，中国共产党党员。

## 生平
原天津市第四十二中学总书记兼校长，任中华人民共和国人民代表大会代表、师大天津附中校党总支书记、天津市妇联兼职副主席。2018年起任天津市第一中学校长，2019年12月被免去天津市第一中学校长、党委副书记、委员的职务。